# رامون خيمينيز لوبيز
رامون خيمينيز لوبيز (بالإسبانية: Ramón Jiménez López)‏ هو محامي وسياسي مكسيكي، ولد في 19 نوفمبر 1951 في مدينة مكسيكو في المكسيك. حزبياً، نشط في حزب الثورة الديمقراطية. وقد انتخب عضو مجلس النواب المكسيك.